# George Conway

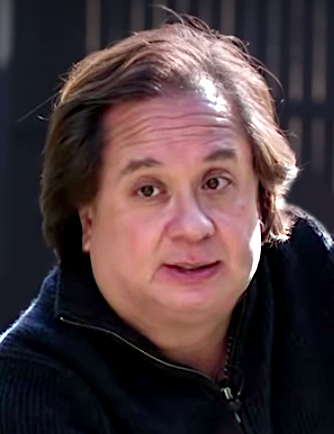
George Conway

George Thomas Conway III (Boston (Massachusetts), Verenigde Staten, 2 september 1963) is een Amerikaanse advocaat.
Hij was als klerk werkzaam voor een rechter aan het Hof van Beroep voor het Tweede Circuit, voordat hij partner werd bij het advocatenkantoor Wachtell, Lipton, Rosen & Katz.
Conway pleitte in 2010 in de zaak Morrison versus National Australia Bank voor het Hooggerechtshof en won het geding met een unanieme uitspraak, toegelicht door Antonin Scalia.
Hij stond op de aanbevelingslijst van kandidaten voor de functie van advocaat-generaal, alvorens president Trump in maart 2017 koos voor het benoemen van Noel Francisco op die post. Vervolgens was hij nog kandidaat voor de post van Assistent Openbare Aanklager voor de Civiele Afdeling van het Departement van Justitie.

## Levensloop

### Jeugd en opleiding
Conway doorliep de Marlborough High School in Massachusetts. In 1984 behaalde hij een magna cum laude bachelorgraad aan het Harvard College in de biochemie. In 1987 verwierf hij een Juris Doc. graad aan de Yale Law School, waar hij redacteur was van het Yale Law Journal, en president van het chapter van de school van de Federalist Society.

### Juridische carrière
In 1987 en 1988 werkte hij als klerk voor rechter Ralph K. Winter jr. van het Hof van Beroep van het Tweede Circuit. In september 1988 trad Conway tot het advocatenkantoor Wachtell, Lipton, Rosen & Katz toe, waarvan hij in januari 1994 partner werd. Hij houdt zich voornamelijk bezig met procesvoering inzake effecten, fusies en overnames, contracten en antitrust-zaken.
Conway was een van de advocaten die Paula Jones vertegenwoordigde in haar rechtsgeding tegen president Bill Clinton. Tijdens het bijstaan van Jones werkte hij nauw samen met de kleurrijke journalisten Ann Coulter en Matt Drudge.
Op 29 maart 2010 bepleitte Conway de effecten-zaak van Morrison versus National Australia Bank voor het Hooggerechtshof en won dit met 8 tegen 0 stemmen, toegelicht door opperrechter Antonin Scalia.

#### Nominaties voor kabinet-Trump
Conway was in beeld als kandidaat voor enkele posten op het Departement van Justitie. In januari 2017 was Conway in beeld voor de post van advocaat-generaal naast Gregory G. Katsas, voordat die ging naar Noel Francisco.
Op 17 maart 2017 werd gemeld dat Conway was genomineerd als Assistent Openbare Aanklager om leiding te geven aan de Civiele Afdeling van het Departement van Justitie.
Begin juni daarop volgend maakte hij bekend dat hij het aanvaarden van die post afwees. Hij verklaarde dat hij weigerde toe te treden tot het kabinet-Trump omdat "het eruitziet als een wanvertoning in een brandende afvalcontainer".

#### Kritiek op kabinet-Trump
Op 9 november 2018 schreven Conway en Neal Kaytal een opiniestuk in The New York Times waarin zij de grondwettelijkheid betwistten van de benoeming door Trump van waarnemend openbare klager Matthew Whitaker ter vervanging van Jeff Sessions. Trump maakte gebruik van de Federal Vacancies Reform Act (FVRA) van 1998 om Whitaker te benoemen. Deze wet staat de president toe tussentijdse benoemingen te verrichten. Presidenten benoemen duizenden individuen in functies binnen bestuurlijke en juridische instanties, waarvan vele beoordeeld en goedgekeurd moeten worden door de Senaat. De FVRA staat interimbenoemingen zonder voorafgaande goedkeuring van de Senaat toe, en wel onder drie beperkende voorwaarden: 1. een functionaris kan worden vervangen door zijn "eerste vervanger"; 2. een functionaris kan worden vervangen door iemand, die eerder door de Senaat is aanvaard voor een andere functie; 3. een functionaris kan worden vervangen door een senior overheidsfunctionaris op salarisschaal GS-15 of hoger. Whitaker was niet Sessions' "eerste vervanger", dat was onderminister Rod Rosenstein. Conway en Katyal argumenteerden dat het fout was de FVRA te misbruiken om de uitdrukkelijke bepaling in de Grondwet dat goedkeuring door de Senaat vereist was, te ontlopen.
In november 2018 richtte Conway de groep "Checks and Balances" op, samengesteld uit meer dan een dozijn leden van de conservatieve Libertarian Federalist Society, die voor het kabinet-Trump instrumenteel is geweest voor de selectie van te benoemen kandidaten in federale gerechtshoven. The New York Times meldde dat de groep hun mede-conservatieven aanspoorde in verzet te komen tegen het door het kabinet-Trump trotseren van  wettelijke regels. Groepslid John Bellinger verklaarde: "Conservatieve advocaten doen niet genoeg om de grondwettelijke principes te beschermen, die worden ondermijnd door de uitspraken en handelingen van deze president."

### Privé
Conway was getrouwd met Kellyanne Conway, een topadviseur van president Trump. Het paar heeft vier kinderen en woonde in Washington D.C. Eerder had hij een relatie met de conservatieve radio- en televisiepersoonlijkheid Laura Ingraham. Conway is half Filipijns van zijn moeders kant.
Hij schroomt niet publiekelijk politieke opvattingen te uiten, die vaak tegengesteld zijn aan die, welke door zijn ex-vrouw naar buiten werden gebracht ten behoeve van het kabinet-Trump. 
Hij staat ook bekend als een criticus van Trumps persoonlijke stijl.
In maart 2019 reageerde Trump op Conways aanvallen door hem uit te maken voor "een ijskoude verliezer en waardeloze echtgenoot". Zijn vrouw verdedigde haar baas met de constatering dat Conway "geen psychiater is" en dat het volstrekt logisch is dat president Trump met een weerwoord reageert "als een medische leek als Conway hem in het openbaar toedicht dat hij lijdt aan een psychische stoornis".

## Geselecteerde publicaties
- Trump's Appointment of the Acting Attorney General Is Unconstitutional, met Neal K. Katyal, New York Times, nov. 2018.[6]
- The Impact of 'Kiobel', Curtailing the Extraterritorial Scope of the Alien Tort Statute (pdf), met John F. Savarese, Wall Street Lawyer. 17(7d)., juli 2013.
- When Corporate Defendants Go on Offens (pdf), met Julian Ku, The Wall Street Journal, juli 2013.
- Executive Power: The Terrible Arguments Against the Constitutionality of the Mueller Investigation, The Lawfare Institute & The Brookings Institution, juni 2018.